# Zuhdija
Zuhdija je moško osebno ime.

## Izvor imena
Zuhdija je muslimansko ime, ki je nastalo iz arabske besede zuhdi(yy) v pomenu »pobožen; asketski; puščavniški«. na Slovenskem sta pomensko sorodni imeni Pij in Pija.

## Različice imena
Zuhdo

## Pogostost imena
Po podatkih Statističnega urada Republike Slovenije je bilo na dan 31. decembra 2007 v Sloveniji število moških oseb z imenom Zuhdija: 183.

## Osebni praznik
Koledarsko bi ime Zuhdija lahko uvrstili k imeni Pij; god praznuje 30. aprila ali pa 21. avgusta.